# Diocesi di Jamshedpur
La diocesi di Jamshedpur (in latino Dioecesis Iamshedpurensis) è una sede della Chiesa cattolica in India suffraganea dell'arcidiocesi di Ranchi. Nel 2021 contava 71.320 battezzati su 11.209.866 abitanti. È retta dal vescovo Telesphore Bilung, S.V.D.

## Territorio
La diocesi comprende i distretti di Singhbhum Orientale, Singhbhum Occidentale (eccetto la parrocchia di Bandgaon), Seraikela Kharsawan, Dhanbad e parte del distretto di Bokaro nello stato del Jharkhand, e il distretto di Purulia nello stato del Bengala Occidentale in India.
Sede vescovile è la città di Jamshedpur, dove si trova la cattedrale di San Giuseppe.
Il territorio è suddiviso in 38 parrocchie.

## Storia
La diocesi è stata eretta il 2 luglio 1962 con la bolla Sicut bona mater di papa Giovanni XXIII, ricavandone il territorio dalle arcidiocesi di Calcutta e di Ranchi.

## Cronotassi dei vescovi
Si omettono i periodi di sede vacante non superiori ai 2 anni o non storicamente accertati.
- Lawrence Trevor Picachy, S.I. † (2 luglio 1962 - 29 maggio 1969 nominato arcivescovo di Calcutta)
- Joseph Robert Rodericks, S.I. † (25 giugno 1970 - 9 gennaio 1996 dimesso)
- Felix Toppo, S.I. (14 giugno 1997 - 24 giugno 2018 nominato arcivescovo di Ranchi)
  - Sede vacante (2018-2021)
- Telesphore Bilung, S.V.D., dal 1º novembre 2021[2]

## Statistiche
La diocesi nel 2021 su una popolazione di 11.209.866 persone contava 71.320 battezzati, corrispondenti allo 0,6% del totale.
| anno | popolazione | popolazione | popolazione | presbiteri | presbiteri | presbiteri | presbiteri                | diaconi | religiosi | religiosi | parrocchie |
| anno | battezzati  | totale      | %           | numero     | secolari   | regolari   | battezzati per presbitero | diaconi | uomini    | donne     | parrocchie |
| ---- | ----------- | ----------- | ----------- | ---------- | ---------- | ---------- | ------------------------- | ------- | --------- | --------- | ---------- |
| 1969 | 17.275      | 5.550.000   | 0,3         | 37         | 4          | 33         | 466                       |         | 39        | 99        | 7          |
| 1980 | 31.771      | 6.424.000   | 0,5         | 66         | 17         | 49         | 481                       |         | 84        | 173       | 15         |
| 1990 | 43.200      | 6.346.500   | 0,7         | 90         | 39         | 51         | 480                       |         | 108       | 354       | 25         |
| 1999 | 58.000      | 9.000.500   | 0,6         | 117        | 53         | 64         | 495                       |         | 83        | 201       | 27         |
| 2000 | 55.250      | 11.683.629  | 0,5         | 123        | 56         | 67         | 449                       |         | 86        | 318       | 28         |
| 2001 | 60.000      | 9.200.000   | 0,7         | 146        | 59         | 87         | 410                       |         | 122       | 318       | 29         |
| 2002 | 60.000      | 9.200.000   | 0,7         | 140        | 58         | 82         | 428                       |         | 112       | 252       | 30         |
| 2003 | 60.000      | 9.200.000   | 0,7         | 137        | 56         | 81         | 437                       |         | 109       | 256       | 31         |
| 2004 | 60.000      | 9.200.000   | 0,7         | 138        | 57         | 81         | 434                       |         | 151       | 255       | 31         |
| 2006 | 61.616      | 9.202.000   | 0,7         | 134        | 56         | 78         | 459                       |         | 111       | 254       | 31         |
| 2013 | 67.828      | 10.052.000  | 0,7         | 170        | 56         | 114        | 398                       |         | 154       | 316       | 34         |
| 2016 | 69.210      | 10.101.542  | 0,7         | 186        | 68         | 118        | 372                       |         | 157       | 328       | 37         |
| 2019 | 70.121      | 11.202.560  | 0,6         | 187        | 66         | 121        | 374                       |         | 153       | 326       | 38         |
| 2021 | 71.320      | 11.209.866  | 0,6         | 196        | 67         | 129        | 363                       |         | 159       | 324       | 38         |